# Cichlasoma orinocense
Cichlasoma orinocense es una especie de peces de la familia Cichlidae en el orden de los Perciformes.

## Morfología
Los machos pueden llegar alcanzar los 10,9 cm de longitud total.

## Distribución geográfica
Se encuentra en la cuenca del río Orinoco: desde el río Meta (Colombia) hasta Ciudad Bolívar (Venezuela ).